# Роздольнянські пруди
Роздольнянські пруди — ентомологічний заказник на хуторі Роздольне, на південь від села Миколаївка Білокуракинського району Луганської області України. Ентомологічний заказник розташований в балці з прилеглим до неї масивом цілинних степових пасовищ. У балці розташований ставок площею 0,8 га. Місце існування природних популяцій бджіл і джмелів. Землі об'єкту на балансі Просторівської сільської ради.

## Охорона
Оголошений рішенням виконкому Луганської обласної ради народних депутатів № 92 від 24 березня 1992 року на площі 50 га.